# Муратов, Николай Евгеньевич
Николай Евгеньевич Муратов (1908—1992) — русский советский художник-график, заслуженный художник РСФСР (1980).
Член Санкт-Петербургского Союза художников (до 1992 года — Ленинградской организации Союза художников РСФСР), один из организаторов творческого объединения «Боевой карандаш».

## Биография
Родился 4 декабря 1908 года в станице Шадарон, Забайкальской области. Окончил Ленинградский художественно-промышленный техникум.
С 1930-х годов стал известен как художник-карикатурист, активно сотрудничавший с газетами и журналами «Резец», «Юный пролетарий», «Чиж», «Пушка», «Бегемот», «Смена», «Литературный Ленинград», «Ленинские искры».
Художник оформлял детские книги. Его работы были высоко оценены художниками детской книги ленинградской школы, такими как Н. Тырса, В. Лебедев, В. Курдов и Е. Чарушин. В газетной и журнальной графике Муратов продолжил традиции своих старших современников — русских художников-сатириков Н. Радлова, Б. Малаховского, Б. Антоновского.
В 1939 году художник становится основателем и одним из авторов нового творческого объединения ленинградских художников «Боевой карандаш».
С первых дней Великой Отечественной войны стал солдатом ПВО, регулярно нёс службу на крыше выставочного зала ЛОСХа, тушил зажигательные бомбы. В то же время работал над созданием политических плакатов — к концу 1941 года были изданы в почтовых открытках пять из приблизительно двадцати нарисованных.
В собрании ГММОБЛ хранится серия эскизов плакатов, объединённых общей темой — карикатурами на фашистов, а также серия рисунков «Пленные немцы», в которую вошли натурные, несколько шаржированные зарисовки пленных.
Николай Евгеньевич умер в 1992 году в Санкт-Петербурге.